# Szénégetés

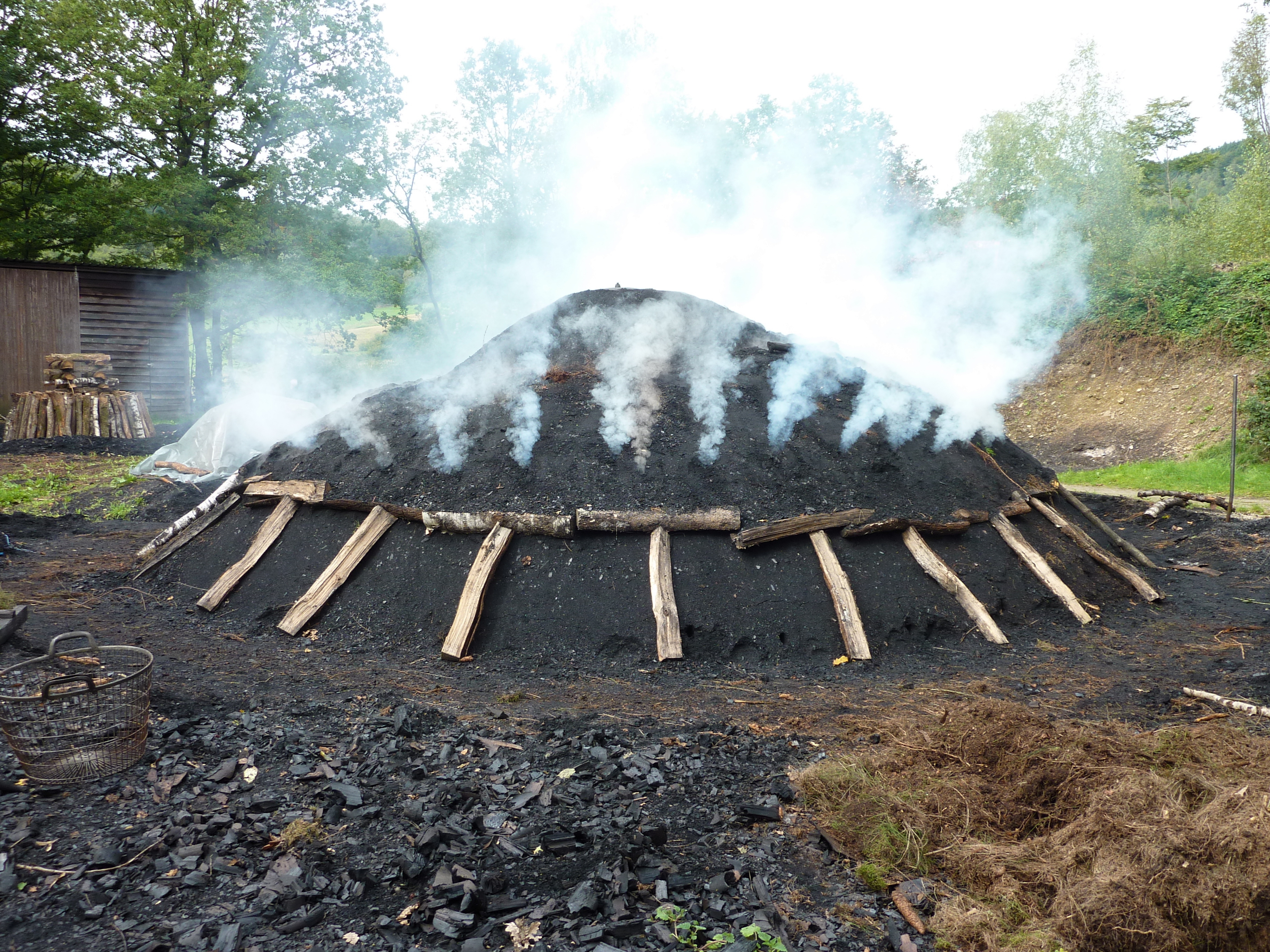
Faszénégető boksa

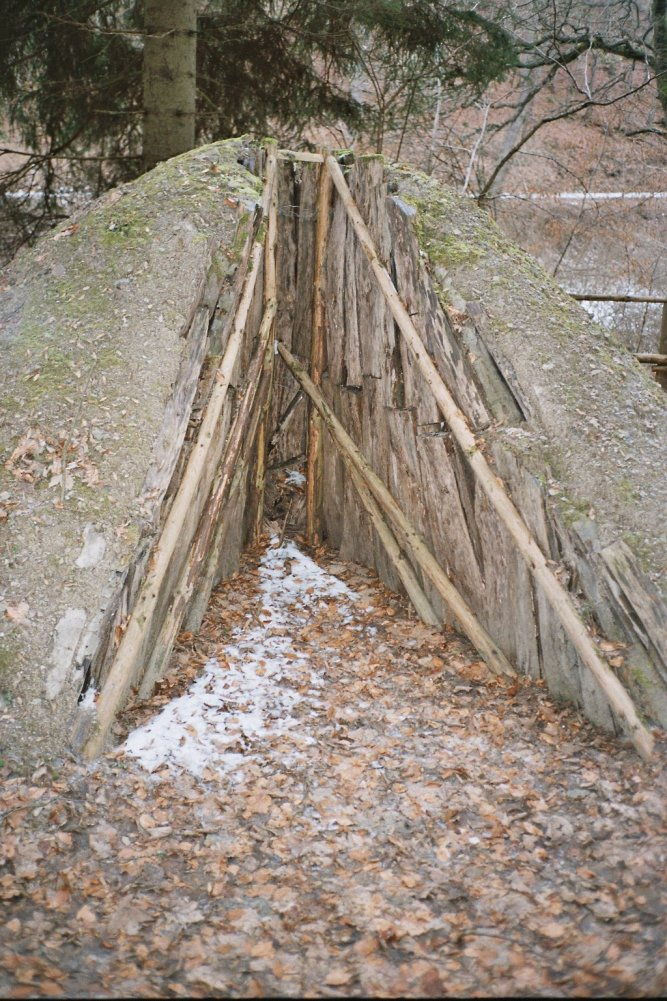
Faszénégető boksa keresztmetszete

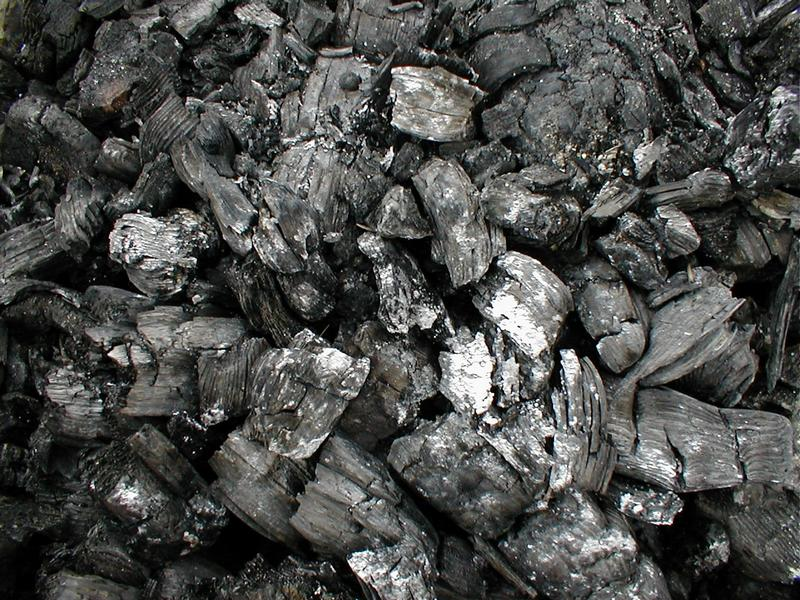
Faszén

A szénégetés (faszénégetés) hagyományos erdei foglalkozás.
Az erdei mesterségek sorában a 19. század elejétől leginkább vaskohók, vasverő központok közelében virágzott, a jó, kénmentes acél előállításához ugyanis nélkülözhetetlen volt a faszén. Ám a mesterség ennél sokkal ősibb.
A faszén készítéséhez gyertyánt, bükköt, kőrist, cserfát használnak.  A vastagabb fákat, törzseket rendesen középre helyezik, három rend majdnem függőlegesen egymásra állított fából rakják, így itt a magassága eléri a 3–3,5 métert, majd földdel betakarják.
Maga az égés nagyrészt oxigénszegény környezetben történik, tehát a folyamat az elgázosító kazánok működéséhez ill. a pirolízishez hasonlít.

## Faszén felhasználása
A kész faszenet egykor kosarakban szállították az iparosoknak, vaskohászatokba, feketelőpor előállítására, a lakosság pedig vasaláshoz használta. 
Napjainkban a faszén népszerű  grillezéshez, és papírzsákokban kerül forgalomba. 
A faszén talajjavító hatása sokrétű: A vízmegtartó képességet növeli. Sötét színe miatt tavasszal jobban átmelegszik, hamarabb kelnek ki a növények. Az agyagos talajok jól morzsolhatóak lesznek, mert a tapadását jelentősen csökkenti. 

## Kulturális vonatkozások
- Csanálosi Tibor: Szénégető (Kép)[1]

## Külső hivatkozások
- Szénégetés (Magyar Néprajzi Lexikon)
- Petró faszén
- Cikk a szénégetésről